# Esterházy Péter
Esterházy Péter (Budapest, 1950. április 14. – Budapest, 2016. július 14.) Kossuth- és József Attila-díjas magyar író, publicista, a Digitális Irodalmi Akadémia (DIA) alapító tagja.

## Családja, tanulmányai

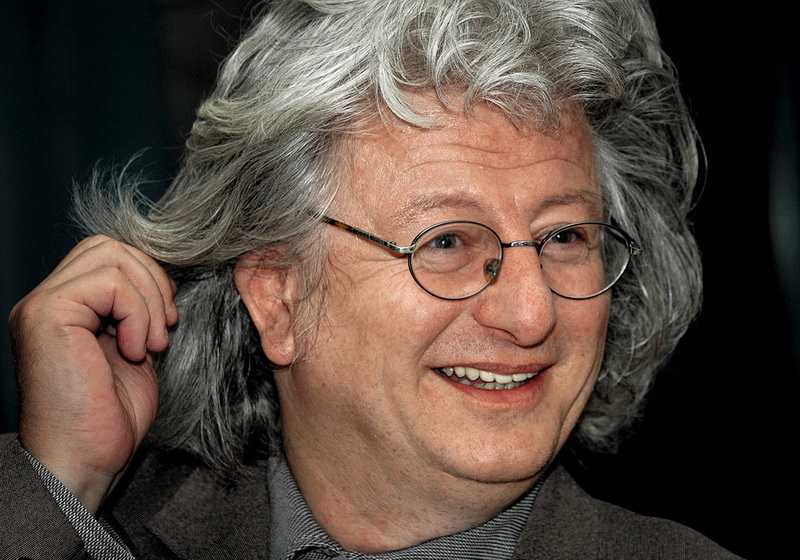
Bahget Iskander felvétele

Az Esterházy család grófi ágának sarja. Nagyapja, gróf Esterházy Móric (1881–1960) 1917-ben Magyarország miniszterelnöke volt. Édesapja gróf Esterházy Mátyás (1919–1998), édesanyja Mányoki Irén Magdolna (1916–1980). Felesége: Reén Gitta. Négy gyermek – Dóra, Marcell, Zsófia és Miklós – édesapja. Testvérei: Esterházy Márton magyar válogatott labdarúgó, Esterházy György és Esterházy Mihály.
A budapesti Piarista Gimnáziumban érettségizett 1968-ban. Matematikusként végzett az ELTE Természettudományi Karán 1974-ben, majd néhány évig a Kohó- és Gépipari Minisztérium Számítástechnikai Intézetében dolgozott alkalmazott matematikusként. 1978-tól szabadfoglalkozású író volt.
Magyarországon több száz tanulmány, kritika jelent meg munkáiról; számos rangos irodalmi díjban részesült bel- és külföldön egyaránt. Regényeit és elbeszéléseit több mint húsz nyelvre fordították le, külföldön is széles körben elismerik.
2003. szeptember 8-án a Mindentudás Egyetemén tartott előadást A szavak csodálatos életéből címmel, amelynek bővített anyaga kötetben is megjelent.

## Betegsége és temetése
2015-ben hozta nyilvánosságra, hogy hasnyálmirigyrákban szenved. Utolsó művét betegségéről és az elmúlásról írta Hasnyálmirigynapló címmel.
2016. augusztus 2-án temették el Gannán, az Esterházy-mauzóleumban. Katolikus szertartás szerint Várszegi Asztrik pannonhalmi apát búcsúztatta. A temetésen megjelent többek között Dés László, Törőcsik Mari, Balog Zoltán miniszter, Szőcs Géza, Dragomán György, Can Togay, Muhi András, Hobo, Mácsai Pál, Eperjes Károly, Spiró György, Konrád György, Szabó T. Anna, Németh Gábor, Jelenits István és Mécs Imre. A szertartás Dés László szaxofonszólójával kezdődött és Janis Joplin Mercedes Benz című számával zárult, melynek a végén elhangzó nevetésről Esterházy több művében is megemlékezett.

## Munkássága, kritikák
Esterházy Pétert többnyire a magyar posztmodern irodalom egyik legjelentősebb alakjaként értékelik. Intertextualitás, idézetek, töredékesség, valamint mozaikszerűség jellemző műveire. A történet helyett elsősorban a szöveg fontos számára, arra helyezi a hangsúlyt. Írásaiban rengeteg utalás található a magyar irodalmi hagyományokra, de a német kultúrához is szorosan kötődik.
Fogadtatása nagyon kedvező volt. Számos, akkor még a pályája kezdetén lévő kritikus üdvözölte benne a friss hangot, mely „a társadalmi értelemben is lehetővé váló változások forradalmi médiumaként szolgált”. (Példának okáért Balassa Péter és Radnóti Sándor is méltatta.) 
Az írótársak közül talán Nádas Péter fogadta a leglelkesebben a Termelési regényt. „Egy regénynek alig mondható avantgardista szövegkonstrukció, amely nemcsak detronizálta a diktatúra uralkodó nyelvét, azaz nemhogy halálosan nevetségessé tette a Moszkvából irányított magyar nyelvű halandzsát, hanem kész nyelvet adott legalább két nemzedéknek.”
Nem tagadható ugyanakkor, hogy sokan már Esterházy indulása idején is erős fenntartással fogadták írásait. Köztük volt Szerdahelyi István irodalomtörténész, esztéta, a Magyar Irodalmi Lexikon felelős szerkesztője és a Világirodalmi Lexikon felelős, majd főszerkesztője, aki Nyakatekertségek és hókuszpókuszok című, a Népszabadság 1981. június 3-án megjelent kritikájában az Esterházy prózával kapcsolatos aggályait részletezi. Érdekes momentum, hogy Szerdahelyi István évtizedekkel később, a Lajta Erika írónővel készített, Kivezetés a szépirodalomból című életútinterjújában is mint egy efemer kordivat képviselőjéről beszél Esterházy Péterről.
Alexa Károly irodalomtörténész, a legendás Mozgó Világ című folyóirat szépprózai rovatának egykori vezetője az Esterházy Péter halálának második évfordulóján megejtett számvetésében kiemelte, hogy Esterházy nagy erénye, hogy mindig is az irodalom és a nyelv legbensőbb titkait kutatta. Máshelyütt Alexa Károly így összegzi Esterházy Péterről vallott véleményét: „Esterházy helye meghatározatlan a magyar próza történetében – zárvány. Érdemben nincs út hozzá, és nincs út tőle. Legfeljebb – évtizedekkel pályára lépése után – történeti értelemben katalizátori szerepet tulajdoníthatunk neki.”

## Művei

### Prózai alkotások
- Fancsikó és Pinta. Írások egy darab madzagra fűzve (elbeszélések, 1976) Magvető Kiadó
- Pápai vizeken ne kalózkodj (elbeszélések, 1977) Magvető Kiadó
- Termelési-regény (kisssregény) (regény, 1979) Magvető Kiadó
- Bevezetés a szépirodalomba, Magvető Kiadó
  - Függő (1981)
  - Ki szavatol a lady biztonságáért? (1982)
  - Fuharosok (1983)
  - Daisy (1984; „Opera semiseria egy felvonásban”)
  - Kis Magyar Pornográfia (1984)
  - A szív segédigéi (1985)
  - Bevezetés a szépirodalomba (1986)
- Tizenhét hattyúk (1987) – Csokonai Lili álnéven, Magvető Kiadó
- A kitömött hattyú (1988; esszék), Magvető Kiadó
- Biztos kaland (Czeizel Balázzsal közösen, 1989), Novotrade; 2002 Magvető
- Hrabal könyve (1990), Magvető Kiadó
- Az elefántcsonttoronyból (publicisztika, 1991) Magvető Kiadó
- A halacska csodálatos élete (publicisztika, 1991) Pannon; 2004 Magvető
- Hahn-Hahn grófnő pillantása – lefelé a Dunán (1992), Magvető
- Élet és irodalom[18] (Kertész Imre Jegyzőkönyv című művével[19]) (1993) Magvető–Századvég; Egy történet 2002, Magvető Kiadó
- Amit a csokornyakkendőről tudni kell... Esterházy Péter be-vezetésével; Corvina, Budapest, 1993
- A vajszínű árnyalat (fényképkönyv Szebeni Andrással közösen) (1993)
- Függő. Bevezetés a szépirodalomba. Teljes, gondozott szöveg; szerk., sajtó alá rend., jegyz. Jankovics József; Ikon, Budapest, 1993 (Matúra Klasszikusok)
- Könyvek / Tizenhét hattyúk / Csokonai Lili / Hrabal könyve / Hahn-Hahn grófnő pillantása. Lefelé a Dunán; Magvető, Budapest, 1993
- Írások / A kitömött hattyú / Az elefántcsonttoronyból / A halacska csodálatos élete; Magvető, Budapest, 1994
- Egy kékharisnya följegyzéseiből (1994; válogatott publicisztika) Magvető Kiadó
- Búcsúszimfónia – A gabonakereskedő (1994; komédia három felvonásban)
- Egy nő (1995) Magvető Kiadó
- Egy kék haris (1996; publicisztika) Magvető Kiadó
- Irene Dische, Hans Magnus Enzensberger, Michael Sowa: Esterházy: Egy házy nyúl csodálatos élete (le-, át, szét-, összevissza fordította Esterházy Péter) (1996) Magvető Kiadó
- Arra gondoltam, hogy az le. Az ELTE Bölcsészettudományi Karán 1996 március 4.-, 11.-, 18.-, 20-án elhangzott „Arany János előadások” írott változata; Anonymus, Budapest, 1996 (ELTE Magyar Irodalomtörténeti Intézet füzetei)
- Harmonia cælestis (2000) Magvető Kiadó
- Javított kiadás. Melléklet a Harmonia caelestishez; Magvető, Budapest, 2002
- A szavak csodálatos életéből. A Mindentudás Egyetemén, 2003. szeptember 8-án elhangzott előadás bővített változata; Magvető, Budapest, 2003
- Esterházy Péter–Kertész Imre–Nádas Péter: Kalauz; kísérő írások Bojtár Endre; Magvető, Budapest, 2003
- A szabadság nehéz mámora. Válogatott esszék, cikkek, 1996–2003; Magvető, Budapest, 2003
- Hegedűs 2 [Hegedűs László]: Hegedűs fotó; szöveg Esterházy Péter; Magyar Fotográfiai Múzeum, Kecskemét, 2004
- Utazás a tizenhatos mélyére (2006) Magvető Kiadó
- Rubens és a nemeuklideszi asszonyok (2007; három dramolett) Magvető Kiadó
- Semmi művészet (2008) Magvető Kiadó
- Esti (2010) Magvető Kiadó
- Jean-Philippe Toussaint: Zidane melankóliája; ford. Pacskovszky Zsolt / Esterházy Péter: Toussaint reménye; Jelenkor, Pécs, 2010
- Én vagyok a Te. Mai revü; Nemzeti Színház, Budapest, 2011 (Nemzeti Színház színműtár)
- Egyszerű történet vessző száz oldal – a kardozós változat (2013) Magvető Kiadó
- Egyszerű történet vessző száz oldal – a Márk változat (2014) Magvető Kiadó
- Esterházy Péter–Szüts Miklós: A bűnös; Magvető, Budapest, 2015
- Hasnyálmirigynapló; Magvető, Budapest, 2016
- Drámák (Harminchárom változat Haydn-koponyára; Én vagyok a Te; Oratorium balbulum; Hét utolsó szó; Mercedes Benz) (2016) Magvető Kiadó
- Az olvasó országa. Esszék, cikkek, 2003–2016; szerk. Tóth-Czifra Júlia; Magvető, Budapest, 2018
- "És mesélni kezdtem"; vál. Dés László; Sztalker Csoport, Budapest, 2018 (Poket)
- Hét utolsó szó; ill. Nádler István; Corvina, Budapest, 2018
- Vanni van. Válogatott beszélgetések; vál., szerk. Pál Sándor Attila; Magvető, Budapest, 2025

### CD-k, hangoskönyvek
- Kertész Imre, Esterházy Péter: Egy történet
- Esterházy Péter: Egy nő
- Esterházy Péter. Fancsikó és Pinta
- Esterházy Péter: Harmonia caelestis
- Esterházy Péter: Semmi művészet
- Esterházy Péter: Ha minden jól megy – Esszék
- Esterházy Péter: A mi a bánat

### Művei alapján készült filmek
- 1986 – Vigyázat, mélyföld!, rendező: Molnár György
- 1986 – Idő van, rendező: Gothár Péter
- 1987 – Tiszta Amerika, rendező: Gothár Péter (forgatókönyv)
- 1992 – Anna filmje, rendező: Molnár György
- 1996 – Érzékek iskolája, rendező: Sólyom András
- 2006 – Könyveskép: Fancsikó és Pinta, rendező: Sonia El Eini
- 2020 – Egy nő, rendező: Benkő Imola Orsolya, Szilágyi Szabolcs

### Művei az alábbi idegen nyelveken jelentek meg
- angol, bolgár, cseh, dán, finn, francia, görög, holland, horvát, japán, kínai, lengyel, lett, német, norvég, olasz, orosz, portugál, román, spanyol, svéd, szerb, szlovák, szlovén, török, újhéber (ivrit), ukrán (186 önálló kötet, újrakiadásokkal együtt – 2016. júliusi állapot).[20]

## Díjak, kitüntetések
- 1977 – Móricz Zsigmond-ösztöndíj

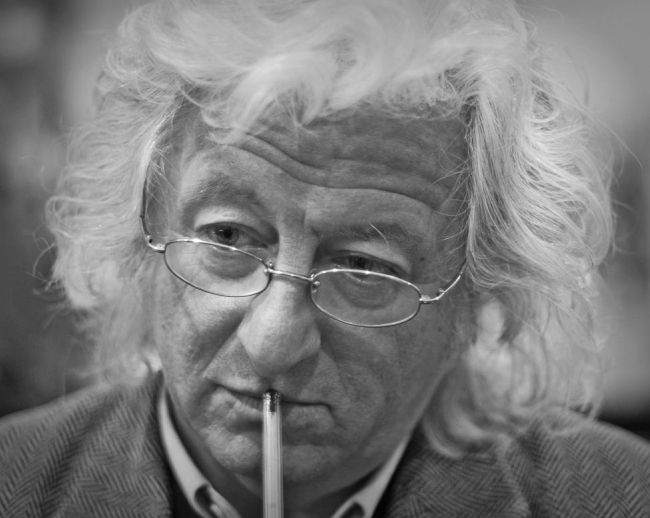
Pozsonyban, 2009. október 19-én

- 1977 – Művészeti Alap Elsőkötetesek Díja
- 1980 – Mikes Kelemen Kör Emlékérme (Hollandia)
- 1981 – Mozgó Világ Aszú-díja
- 1983 – Füst Milán-díj
- 1984 – Déry Tibor-díj
- 1986 – József Attila-díj
- 1986 – Örley-díj (Nádas Péterrel)
- 1988 – Vilenica-díj (Szlovénia)
- 1990 – Krúdy Gyula-díj
- 1990 – Az év könyve díj
- 1991 – Alföld-díj
- 1992 – Soros Alapítvány Életműdíja
- 1992 – Ordre des Arts et des Lettres lovagi fokozata (Franciaország)
- 1993 – Római Irodalmi Fesztivál Díja (Premio Opera di Poesia)
- 1993 – Magyar Rádió Hangjáték Produkciódíj
- 1994 – Szabad Sajtó Díj
- 1994 – Ordre des Arts et des Lettres tiszti fokozata (Franciaország)
- 1995 – A Magyar Művészetért Alapítvány Díja
- 1995 – Björnson-díj (Norvégia)
- 1995 – A Soros Alapítvány Alkotói Díja
- 1996 – Kossuth-díj
- 1996 – Szép Ernő-jutalom
- 1998 – Vilenica-díj (Szlovénia) – másodszor
- 1999 – Az év embere díj (Magyar Hírlap)
- 1999 – Osztrák Állami Díj
- 2001 – Magyar irodalmi díj
- 2001 – Márai Sándor-díj
- 2001 – Gundel művészeti díj
- 2002 – CET Irodalmi Díj[21]
- 2002 – Herder-díj
- 2002 – Győri Könyvszalon alkotói díj[22]
- 2003 – Ordre des Arts et des Lettres parancsnoki fokozata (Franciaország)
- 2004 – Grinzane Cavour-díj (Olaszország)[23]
- 2004 – Pro Europa-díj
- 2004 – Üveggolyó-rend (Írók Boltja)[24]
- 2004 – A német könyvszakma békedíja
- 2005 – Demény Pál-emlékérem
- 2006 – Prima Primissima díj
- 2006 – Cittá di Bari irodalmi különdíj (Olaszország)[25]
- 2007 – Budapesti Román Kulturális Intézet kulturális nívódíja[26]
- 2007 – A Magyar Köztársasági Érdemrend középkeresztje (polgári tagozat) – nemzetközileg is nagyra becsült irodalmi munkássága elismeréseként
- 2007 – Színházi Dramaturgok Céhének díja (Rubens és a nemeuklideszi asszonyokcímű  drámájáért)[27]
- 2007 – Grinzane-Beppe Fenoglio-díj (Olaszország)[28]
- 2008 – A Magyar Kultúra Követe[29]
- 2008 – Angelus Közép-Európai Irodalmi Díj[30]
- 2009 – Ovidius-díj – a külföldi íróknak járó legrangosabb elismerés (Románia)
- 2009 – Budapest díszpolgára[31]
- 2009 – Manes Sperber Irodalmi Díj (Ausztria)[32]
- 2009 – Húszéves a Köztársaság díj[33]
- 2010 – Ordinul Meritul Cultural in grad de Comandor (Románia)[34]
- 2010 – Alföld-díj
- 2011 – Évad Legjobb Magyar Drámája-díj (Színházi Dramaturgok Céhe – Én vagyok a Tecímű drámájáért)[35]
- 2011 – AEGON művészeti díj
- 2012 – Babits Mihály Alkotói Emlékdíj[36]
- 2013 – Jeanette Schocken irodalmi díj (Németország)[37]
- 2013 – Premio Mondello nemzetközi irodalmi díj[38] (Olaszország), tudósítás:[39]
- 2016 – Hazám-díj (posztumusz)

## Tagság (válogatás)
- Széchenyi Irodalmi és Művészeti Akadémia (1993-tól)
- Digitális Irodalmi Akadémia (Budapest)
- Deutsche Akademie für Sprache und Dichtung (Darmstadt)
- Akademie der Künste, Berlin
- Académie Européenne des Sciences, des Arts et des Lettres

## Származása
| Esterházy Péter (Budapest, 1950. ápr. 14.– 2016. július 14.) író, matematikus | Apja: Esterházy Mátyás (Budapest, 1919. márc. 25.– Kismaros, 1998. máj. 5.) fordító, újságíró | Apai nagyapja: gr. Esterházy Móric (Oroszlány-Majkpuszta, 1881. ápr. 27.– Bécs, 1960. jún. 26.) miniszterelnök | Apai nagyapai dédapja: gr. Esterházy Miklós (Róma, 1855. szept. 20.– Csákvár, 1925. jan. 21.) császári és királyi kamarás |
| Esterházy Péter (Budapest, 1950. ápr. 14.– 2016. július 14.) író, matematikus | Apja: Esterházy Mátyás (Budapest, 1919. márc. 25.– Kismaros, 1998. máj. 5.) fordító, újságíró | Apai nagyapja: gr. Esterházy Móric (Oroszlány-Majkpuszta, 1881. ápr. 27.– Bécs, 1960. jún. 26.) miniszterelnök | Apai nagyapai dédanyja: hg. Schwarzenberg Franciska (Frauenberg, 1861. szept. 21.– Hort, 1951. dec. 28.)                  |
| Esterházy Péter (Budapest, 1950. ápr. 14.– 2016. július 14.) író, matematikus | Apja: Esterházy Mátyás (Budapest, 1919. márc. 25.– Kismaros, 1998. máj. 5.) fordító, újságíró | Apai nagyanyja: gr. Károlyi Margit (Mácsa, 1896. febr. 25.– Budapest, 1975. jan. 12.)                          | Apai nagyanyai dédapja: gr. Károlyi Gyula (Nyírbakta, 1871. máj. 7.– Budapest, 1947. ápr. 23.) miniszterelnök             |
| Esterházy Péter (Budapest, 1950. ápr. 14.– 2016. július 14.) író, matematikus | Apja: Esterházy Mátyás (Budapest, 1919. márc. 25.– Kismaros, 1998. máj. 5.) fordító, újságíró | Apai nagyanyja: gr. Károlyi Margit (Mácsa, 1896. febr. 25.– Budapest, 1975. jan. 12.)                          | Apai nagyanyai dédanyja: gr. Károlyi Ermelinde (Zsombolya, 1872. szept. 15.– Oroszlány-Majkpuszta, 1955. dec. 18.)        |
| Esterházy Péter (Budapest, 1950. ápr. 14.– 2016. július 14.) író, matematikus | Anyja: Mányoki Magdolna (Pusztafödémes, 1916. okt. 5.– Budapest, 1980. aug. 14.)              | Anyai nagyapja: Mányoki József (Gyönk, 1883. aug. 4.– Budapest, XII.,1940. okt. 5.)                            | Anyai nagyapai dédapja: Mányoki Kornél (Gyönk, 1842. júl. 29.– Szekszárd, 1910. márc. 14.)                                |
| Esterházy Péter (Budapest, 1950. ápr. 14.– 2016. július 14.) író, matematikus | Anyja: Mányoki Magdolna (Pusztafödémes, 1916. okt. 5.– Budapest, 1980. aug. 14.)              | Anyai nagyapja: Mányoki József (Gyönk, 1883. aug. 4.– Budapest, XII.,1940. okt. 5.)                            | Anyai nagyapai dédanyja: Tóth Aranka                                                                                      |
| Esterházy Péter (Budapest, 1950. ápr. 14.– 2016. július 14.) író, matematikus | Anyja: Mányoki Magdolna (Pusztafödémes, 1916. okt. 5.– Budapest, 1980. aug. 14.)              | Anyai nagyanyja: Moldoványi Jolán Margit (Bonyhád, 1882. nov. 2.– Budapest, 1971. júl. 28.)                    | Anyai nagyanyai dédapja: dr. Moldoványi István                                                                            |
| Esterházy Péter (Budapest, 1950. ápr. 14.– 2016. július 14.) író, matematikus | Anyja: Mányoki Magdolna (Pusztafödémes, 1916. okt. 5.– Budapest, 1980. aug. 14.)              | Anyai nagyanyja: Moldoványi Jolán Margit (Bonyhád, 1882. nov. 2.– Budapest, 1971. júl. 28.)                    | Anyai nagyanyai dédanyja: Újfalusy Jolán                                                                                  |

### Interjúk
- EZREDVÉGI BESZÉLGETÉS Esterházy Péterrel (Monory M. András – Tillmann J. A.)
- Megint világbajnokok leszünk! – Esterházy Péter szerint Rooney egy Rilke a futballpályán – Népszabadság, 2006. június 3.
- A politikai elit is mi vagyunk – Esterházy Péter szerint normálisnak lenni nehéz, és mintha nem volna erőnk hozzá – Népszabadság, 2006. szeptember 23.
- A sosemvolt matematikus – Esterházy Péter az intelligens nemtudásról – SZIE Újság, XI. évfolyam 3.
- Esterházy Péter és Fabiny Tamás disputája az identitásról – Asztali beszélgetések...1 – Öt Párbeszéd; (Luther Kiadó, 2008. szerk: Galambos Ádám)
- Esterházy Péter megemlékezése Ottlik Gézáról, kérdező Kelevéz Ágnes
- Emlékműsor

### Róla szóló művek
- Diptychon. Elemzések Esterházy Péter és Nádas Péter műveiről, 1986-88; szerk. Balassa Péter; Magvető, Budapest, 1988 (JAK füzetek)
- Wernitzer Julianna: Idézetvilág avagy Esterházy Péter, a Don Quijote szerzője; Jelenkor, Pécs, 1994 (Élő irodalom sorozat)
- Kulcsár Szabó Ernő: Esterházy Péter; Kalligram, Pozsony, 1996 (Tegnap és ma)
- Fuharosok. DEkonFERENCIA V. Szeged [in Mojo], 1998. április 16-17.; szerk. Müllner András, Odorics Ferenc; Ictus–JATE, Szeged, 1999 (deKON-KÖNYVek)
- Esterházy Péter 50 éves; in: Kalligram, 2000/4.
- Was für ein Péter! Über Péter Esterházy; szerk. Angelika Klammer; Residenz, Salzburg–Wien, 1999
- Másodfokon. Írások Esterházy Péter Harmonia caelestis és Javított kiadás című műveiről; vál., szerk. Böhm Gábor; Kijárat, Budapest, 2003 (Kritikai zsebkönyvtár)
- Selyem Zsuzsa: Szembe szét. Humor és szentség összefüggése Esterházy Péter prózájában; Koinónia, Kolozsvár, 2004
- Selyem Zsuzsa–Balázs Imre József: Humor az avantgárdban és a posztmodernben; Scientia, Kolozsvár, 2004 (Sapientia könyvek)
- Balassa Péter: Segédigék. Esterházy Péter prózájáról; Balassi, Budapest, 2005 (Balassa Péter művei)
- Szabó Gábor: "...te, ez iszkol". Esterházy Péter Bevezetés a szépirodalomba című műve nyomában; Magvető, Budapest, 2005
- Újvári Katalin: Kézfogás az irodalomban. Kertész Imre Jegyzőkönyv és Esterházy Péter Élet és irodalom című művének szövegtani-stilisztikai összehasonlítása; Bibó István Gimnázium, Kiskunhalas, 2006 (Fejjel)
- Rudas Jutka: A szellem finom játéka. A kortárs magyar irodalom interkulturális aspektusai; Kijárat, Budapest, 2006 (Kritikai zsebkönyvtár)
- Palkó Gábor: Esterházy-kontextusok. Közelítések Esterházy Péter prózájához; Ráció, Budapest, 2007
- Marianna D. Birnbaum: Esterházy, Konrád, Spiró Jeruzsálemben. Három beszélgetés; Magvető, Budapest, 2010
- Találunk szavakat. Válogatott írások Esterházy Péter műveiről (1974-2008); szerk. Palkó Gábor, Péczely Dóra, Magvető, Budapest, 2010
- Magyar Miklós: A posztmodern kelgyó enfarkába harap. Esterházy Péter és a francia új regény; Holnap Magazin, Székesfehérvár, 2014
- Az évek iszkolása. Esterházy Péter és Marianna D. Birnbaum beszélget; Magvető, Budapest, 2015
- A megrendülés segédigéi. EP, 1950-2016; összeáll., szerk. Kőrössi P. József; Noran Libro, Budapest, 2016 + CD
- A hiány felmérése. Emlékülés az ELTE Magyar Irodalom- és Kultúratudományi Intézet, az ELTE Művészetelméleti és Médiakutatási Intézet és a Magvető Kiadó szervezésében. Budapest, 2016. július 29.; szerk. Hermann Veronika, Szegő János; Magvető, Budapest, 2016 (Esterházy-füzetek)
- Dora Kaprálová: Egy férfi. Válasz Esterházy Péternek; ford. J. Hahn Zsuzsanna; Typotex, Budapest, 2016 (Typotex világirodalom)
- Magyar Miklós: Esterházy triptichon; Magyar Miklós, Budapest, 2017
- Magyar Miklós: Én. Én. Én. Én. Esterházy Péter; Napkút Kiadó, Budapest, 2021

### Egyéb
- Plágium-ügy: Gondola Archiválva 2012. május 20-i dátummal a Wayback Machine-ben, NOL

## Esterházy Irodalmi Díj
Az Esterházy Magyarország Alapítvány 2025. április 14-én, az író születésének 75. évfordulója alkalmából irodalmi díjat alapított. Az az író vagy költő kaphatja meg minden évben, aki az előző naptári esztendőben a legkiemelkedőbb olyan magyar nyelvű művet (könyv és/vagy e-könyv formában megjelent regényt, versgyűjteményt, esszégyűjteményt vagy színdarabot) adta közre, „amely humanista világlátásával, szabadságtörekvéseivel, felelős szeretetével, feddhetetlen jóakaratával és nyelvi igényességével járul hozzá ahhoz, hogy Magyarország, Európa és az egész világ jobb hellyé váljék."

## Kapcsolódó szócikk
- Esterházy Péter és Gitta Könyvtár
- Esterházy Irodalmi Díj